# 王馨平
王馨平（英語：Linda Wong Hing-Ping，1968年8月5日—），本名王傳音，香港女歌手及演員，著名歌曲有《別問我是誰》、《問你問我》、《伴你一生》和《生命有價》等，與劉小慧、黎瑞恩及湯寶如並稱「寶麗金四小花」。
她曾與香港男歌手鄭嘉穎交往，但因父親高調反對而最終於1998年分開，後與於金融界任職的男友李家輝（Stephen Lee）結婚，婚後淡出演藝圈至2011年復出。近年成為瑜伽導師，並熱衷Barre（一種混合瑜伽、彼拉提斯和芭蕾的新型體適能運動）。

## 演藝歷程

### 早年生活
王馨平籍貫江蘇無錫，父親為已故港台武打明星、台灣竹聯幫成員王羽，母親為已故香港女星林翠（原名曾懿貞），舅舅為已故香港演員曾江，另有一個同母異父的哥哥陳山河。畢業於台灣國立政治大學新聞學系。

### 出道經過（1992年）
1992年，大學四年級時，她的同學將她唱歌的錄音樣本寄給唱片公司，之後得到香港寶麗金唱片賞識，並與唱片公司簽約。後來唱片公司安排她拍攝張學友《情網》MTV，開始得到注目。

### 走紅期（1993年—1995年）
1992年10月，王馨平簽約寶麗金唱片，1993年6月17日推出首張粵語大碟《王馨平》，正式進入香港樂壇，第一主打為《在你走的一天》。這首歌曲是她的第一首快歌，於當年獲得TVB十大勁歌金曲最受歡迎女新人獎－銀獎。第二主打為甄妮作曲的《難忘初戀》，第三主打為《夢裡緣份》。同年10月5日，推出首張國語大碟《別問我是誰》，正式進軍台灣樂壇，第一主打為《別問我是誰》，並憑此曲登上台灣金曲龍虎榜的冠軍，作為新人的第一首歌曲來說，成績婓然。第二主打為《伴你一生》，是台灣金曲龍虎榜的勁歌推薦，第三主打為《愛我一生一世好不好》，本專輯於台灣的總銷售量為60萬張，驚人的佳績使仍是新人的王馨平成功打開了台灣市場。同年12月17日，推出第二張粵語大碟《愛一生也不夠》，第一主打歌為《不要慰問》，第二主打歌為《寒冰》，第三主打歌為《愛一生也不夠》（《伴你一生》粵語版），專輯亦在港得到不錯反應；首年優秀的歌唱發展使王馨平於年尾香港樂壇頒獎禮上奪得商業電台叱吒樂壇新力軍金獎、香港電台最有前途女新人金獎、以及無視電視最受歡迎新人獎銀獎。首年發展的王馨平可算是立刻走紅。
1994年，與台灣歌手高明駿合唱歌曲《今生註定》，此歌與許志安《唯獨你是不可取替》、鄭秀文《衝動點唱》及黎明詩《敢恨敢愛》是同曲改編，登上台灣KTV排行榜長達8個月。同年6月24日，推出第三張粵語大碟《理想情人》，第一主打為快歌《舞林大會》，第二主打為《理想情人》，這首歌曲在流行榜的位置相當不俗。第三主打為《想你親口說愛我》。同年年中，推出與鄭嘉穎、湯寶如合唱歌曲《飛出戀愛街》，以及與周慧敏、湯寶如合唱卡通片《美少女戰士》同名主題曲。同年10月24日，推出第二張國語大碟《一生癡戀》，第一主打為《一生癡戀》，在台灣金曲龍虎榜位置不俗。第二主打為與台灣創作歌手林東松合唱的《如果讓我再愛一次》。第三主打為電影《中南海保鏢》國語版主題曲《請你看著我的眼睛》。同年11月18日，推出第四張粵語大碟《飛》，第一主打為王雙駿作曲的《瀟灑女人》，第二主打為電影《青春火花》主題曲《勝利的姿態》，第三主打為電影《中南海保鑣》主題曲《不要躲避我的眼睛》，第四主打為改編自張宇《飛》的《飛》。此外，她與許志安及黃秋生合作拍攝電影《夢差人》，這部電影是她的首部電影。
1995年3月，與鄭嘉穎、曹永廉、陳藝鳴、泰迪羅賓合作拍攝電影《香江花月夜》。同年4月10日，推出首張粵語新曲+精選大碟《願望》，主打歌《問你問我》推出後反應頗佳，MV更邀得炙手可熱的著名影星任達華擔任男主角，亦成為了王馨平代表作品之一，而這張新曲精選專輯在香港亦得到熱賣。同年7月10日，推出第三張國語大碟《織心》，第一主打為《織心》，第二主打為《普通女人》，這兩首歌成為台灣金曲龍虎榜及Channel V華語榜中榜Top 20的金曲推介，第三主打為翻唱鄧麗君的《月亮代表我的心》，此歌為電影《香江花月夜》的插曲。同年8月24日，推出第五張粵語大碟《馨平個性》，第一主打為《普通女人》的粵語版，這首歌曲曾攀上無視電視勁歌金榜的冠軍位置，第二主打為《沒有月亮的晚上》，此歌成為勁歌金曲的的勁歌推介，第三主打為《個性》，值得一提是專輯內一首勵志歌曲作品《生命有價》在電視節目的熱播下，迅速地在坊間流行起來，很多不同年齡層的學生及家長均對此曲瑯瑯上口，成為了不少香港人的集體成長回憶金曲之一，時至今日仍具一定傳唱度。同年10月，與任達華合作拍攝電影《熱線追擊》。其後，Linda因父親王羽和甄妮的上輩恩怨激化，導致她與甄妮爆發經理人合約糾紛，最後她與甄妮解除家平製作園地的經理人合約。

### 轉型期（1996年—1997年）
1996年，無經理人合約的她於同年2月12日推出第六張粵語大碟《著迷》，此專輯中的選曲及形象均嘗試轉走較成熟風格，亦嘗試藍調風格歌曲，第一主打為一改型像的快歌《著迷》，第二主打為趙增熹作曲的《原來如此》，第三主打為藍調怨曲《心藍》，此歌成為勁歌金曲的勁歌推介，第四主打為電影《雷雨》主題曲《醉如夢》，惜是次專輯反應一般。同年5月10日，推出第四張國語大碟《受害者》，第一主打為慢歌《受害者》，這首歌為她當時在合約糾紛中的心情寫照，此歌在台灣Channel V華語榜中榜的表現不俗。第二主打為《網》，第三主打為《逃》，此專輯在台灣銷量及口碑不俗。同年6月7日，與李麗珍、莫文蔚、李蕙敏合作拍攝電影《四個32A和一個香蕉少年》。同年11月18日，推出第五張國語大碟《馨平氣和》，第一主打為《心平氣和》，這首歌是她首次嘗試走鄉村民謠曲風路線的歌。第二主打為慢歌《愛讓人太盲目》，這首歌是她在學生時代的初戀寫照。第三主打為《一個人過的夜晚沒是非》，第四主打為《I Love The Way I Am》。是年王馨平因兼顧台灣市場，在港的宣傳及曝光相對較少。
1997年4月11日，推出第二張粵語新曲+精選大碟《Time After Time》。第一主打為快歌《男人都這麼樣》，第二主打為慢歌《髮邊的一句說話》，此曲是某洗髮液廣告歌曲並曾在電視上熱播，第三主打為《全靠我》，第四主打為翻唱譚詠麟的《最愛的你》，此新曲+精選大碟亦是她在寶麗金唱片的最後一張專輯。同年8月，與沈殿霞、吳孟達、莫少聰、伍詠薇合作拍攝電影《喜氣逼人》。其後，她為動畫電影《小倩》演唱其粵語插曲《姥姥之歌》及國語插曲《我最美》之後與寶麗金唱片正式約滿。

### 離開寶麗金（1998年—2001年）
1998年，與寶麗金唱片約滿之後，她幾乎絕跡於香港樂壇，這段期間她首次為亞洲電視劇集《我和殭屍有個約會》演唱其主題曲《夢裡是誰》和插曲《愛債幾時還》，亦參與亞洲電視電視劇《我來自廣州》的演出。直至1999年，她與台灣協和經紀公司簽約，加盟台灣坎城唱片，並於同年12月2日推出第六張國語大碟《打碎心瓶》，決心轉戰台灣樂壇。這張專輯較熟悉的歌曲有《就當不曾認識你吧》、《計較》，以及Linda親自創作的《打碎心瓶》及《第二個可能》。不料，因為坎城唱片經營不善及其繼母王凱貞發生婚外情而影響了後期宣傳，使得此專輯亦成為她暫別樂壇的最後一張專輯。
2000年，她轉往影壇及戲劇圈發展，與黃維德、喻可欣、雷宇揚合演電影《砵蘭街皇后》，以及與呂良偉合演電影《月夜閃靈》。2001年與李婷宜及張瑞哲、林鳳英合演電影《情迷夢幻號》，亦與台灣演員范鴻軒及中國大陸演員黃格達、劉牧、涂松岩主演中國大陸劇集《都是愛情惹的禍》。

### 組織家庭（2001年-2010年）
2001年10月，王馨平宣佈與金融界男友－李家輝（Stephen Lee）正式結婚。
2002年，轉往主持界發展，於TVB8主持談話性節目《星光剪影》，隨後於2004年主持《談談情唱唱歌》及擔任《娛樂最前線》的主播。
2007年10月，她在參與黎小田《問我30年黎小田演唱會》時表示，如有人肯出錢替她出新歌出唱片，就會考慮復出。
2008年，她出席《博愛歡樂傳萬家》，表演了《自作多情》、《小玩意》等曲目。

### 復出樂壇（2011年至今）
2011年5月，她於微博中證實會重新推出唱片，並指出她早在2010年下半年開始錄音工作，同時亦參與全部製作部份。
2011年7月26日，推出第一張翻唱專輯《馨情》，主要以翻唱經典國語歌為主，共翻唱了10首國語歌曲及收錄一首粵語單曲。第一主打歌粵語新歌《家後》，曾在香港上電台及勁歌金曲宣傳，第二主打為《好男人》。而她曾提及自己作曲的《愛點滴》則收錄在同年推出的《Day By Day》合輯中。
2012年參與彭浩翔賣座電影《春嬌與志明》演出，並由於片中選取了王馨平的1993年代表作《別問我是誰》作為電影歌曲，使此曲在相距近二十年後再度掀起流行熱潮，而《別問我是誰》早年上載在YouTube上的MV亦突然暴升至超過100萬點擊率，掀起不少70及80後的集體回憶之外，亦吸納了不少90後年青聽眾認識此曲，使王馨平在退出樂壇多年後再度受到注意及報導。
2013年3月，推出國語歌曲《平凡》。
2014年2月12日，王馨平與李樂詩、李幸倪合作舉行慈善音樂會——《「盛載愛」音樂會》，收益撥歸香港傷健協會。
2014年7月23日，她於微博中表示7月會推出第二張翻唱專輯《Truly》，主要以翻唱經典國語歌及粵語歌為主，共翻唱了4首國語歌曲及6首粵語歌曲，並指出她早在2013年開始錄音工作，同時亦參與選曲部份，第一主打歌為翻唱黎明的粵語舊作《今夜你會不會來》。
2015年8月13日，推出第三張新曲+精選《情網》。收錄兩首翻唱新歌，及收錄4首寶麗金時代舊歌及9首前兩張翻唱專輯的歌曲。
2019年8月3日，為紀念香港娛樂唱片60周年，星娛樂唱片推出一張粵語翻唱致敬大碟《娛樂經典60年》，收錄了多首重新編曲演唱的經典粵語歌曲，由十位香港歌手參與，當中王馨平揀選了《心有千千結》翻唱。

## 音樂作品

### 個人專輯
| #  | 發行日期       | 專輯名稱               | 專輯類型  | 發行公司                              | 曲目 |
| -- | -------------- | ---------------------- | --------- | ------------------------------------- | --- |
| 1  | 1993年6月17日  | 王馨平                 | 大碟      | 寶麗金                                | 曲目 1. 難忘初戀 2. 祈禱 3. You Drive Me Crazy（Part I） 4. 繼續千個大陽 5. 夢裡緣份 6. You Drive Me Crazy（Part II） 7. 最愛你的我 8. 活在緣份中 9. 在你走的一天 10. Wind Beneath My Wings（Part I）（英） 11. KeepFit舞 12. Wind Beneath My Wings（Part II）（英）                                                          |
| 2  | 1993年10月5日  | 別問我是誰（國語專輯） | 大碟      | 寶麗金 (臺灣)                         | 曲目 1. 別問我是誰 2. 伴你一生 3. 在我心裡放一把椅子 4. 愛我一生一世好不好 5. 你太貪心 6. 情不自禁 7. 喜歡這樣的自己 8. 打聽我的愛情 9. 假裝不愛你 10. Wind Beneath My Wings（英） |
| 3  | 1993年12月17日 | 愛一生也不夠           | 大碟      | 寶麗金                                | 曲目 1. 不要慰問 2. 地心探險記 3. 少女心曲 4. 唇語道早安 5. 難忘夏季 6. 沉默的火花 7. 寒冰 8. 愛一生也不夠 9. 請不必再等 10. 感情的片段 11. 別問我是誰（國） |
| 4  | 1994年2月23日  | 不要慰問               | 混音EP    | 寶麗金                                | 曲目 1. 不要慰問（Radio Edit） 2. 在你走的一天（Remix） 3. 難忘初戀 4. 愛一生也不夠 |
| 5  | 1994年6月24日  | 理想情人               | 大碟      | 寶麗金                                | 曲目 1. 冰火 2. 一天半天 3. 想你親口說愛我 4. 戀歌再唱 5. 一個夏天的夢 6. 理想情人 7. 痴心救地球 8. 舞林大會 9. 情心 10. 紅塵泣（國） |
| 6  | 1994年10月24日 | 一生癡戀（國語專輯）   | 大碟      | 寶麗金 (臺灣)                         | 曲目 1. 一生癡戀 2. 如果讓我再愛一次（林東松合唱） 3. I'm In Love With This Kind Of Feeling 4. 傷透了心的女子 5. 愛你更多 6. 請你看著我的眼晴 7. 一個人做夢 8. 一天半天 9. 躲不過你的溫柔 10. 愛你的壞 |
| 7  | 1994年11月10日 | 舞林大會               | 混音EP    | 寶麗金                                | 曲目 1. 舞林大會（Latin A-go-go Remix） 2. 寒冰 3. 請不必再等 4. 感情的片斷 |
| 8  | 1994年11月18日 | 飛                     | 大碟      | 寶麗金                                | 曲目 1. 愛的烏托邦 2. 新歡 3. 瀟灑女人 4. 當戀愛掉進生命內 5. 忘憂草 6. 飛 7. 意亂情綜 8. 最深一吻 9. 不要躲避我的眼晴 10. 勝利的姿態 |
| 9  | 1995年4月10日  | 願望                   | 新歌+精選 | 寶麗金                                | 曲目 1. 問你問我 2. 夢遊戲 3. 難忘夏季 4. 今生註定（國）（高明駿合唱） 5. 舞林大會 6. 不要慰問（Edit Version） 7. 寒冰 8. 不要躲避我的眼晴 9. Desire 10. 瀟灑女人 11. 別問我是誰（國） 12. 愛一生也不夠 13. 想你親口說愛我 14. 忘憂草 15. 在你走的一天（Edit Version）                                                        |
| 10 | 1995年7月10日  | 織心（國語專輯）       | 大碟      | 寶麗金 (臺灣)                         | 曲目 1. 織心 2. 普通女人 3. 瀟灑情人 4. 秘密 5. 情深難回首 6. 感覺 7. 夢見春天 8. 一等再等 9. 迷信永恆的女人 10. 月亮代表我的心 |
| 11 | 1995年8月24日  | 馨平個性               | 大碟      | 寶麗金                                | 曲目 1. 何必迫我絕情 2. 無限量 3. 即使一個夏季 4. 我知道愛你可能會傷心 5. 沒有月亮的晚上 6. 心甘情願 7. 生命有價 8. 情是最美 9. 普通女人 10. 個性 |
| 12 | 1996年2月12日  | 著迷                   | 大碟      | 寶麗金                                | 曲目 1. 慚愧 2. 著迷 3. Sexy Ghost 4. 這是我的眼淚 5. 醉如夢 6. 原來如此 7. 愛非所愛 8. 心藍 9. 解決 10. 再沒有愛情 |
| 13 | 1996年5月10日  | 受害者（國語專輯）     | 大碟      | 寶麗金 (臺灣)                         | 曲目 1. 受害者 2. 網 3. 愛殤 4. 這一夜 5. 不一定要說再見 6. 逃 7. 往事 8. 蝶 9. 近情情怯 10. 希望 |
| 14 | 1996年11月18日 | 馨平氣和（國語專輯）   | 大碟      | 寶麗金 (臺灣)                         | 曲目 1. 心平氣和 2. 愛讓人太盲目 3. 一個人過的夜晚沒是非 4. 寂寞女人心 5. I Love The Way I Am 6. 愛撫 7. 心好甜 8. 聽謊 9. 微笑 10. 獵人 |
| 15 | 1997年4月11日  | Time After Time        | 新歌+精選 | 寶麗金                                | 曲目 1. 男人都這麼樣 2. 髮邊的一句說話 3. 全靠我 4. 男人都這麼樣（小女人Remix） 5. 最愛的你 6. 沒有月亮的晚上 7. 普通女人 8. 著迷 9. 原來如此 10. 緣份（鄭嘉穎、蔡一傑合唱） 11. 問你問我 12. 別問我是誰（國） 13. 月亮代表我的心（國） 14. 心平氣和（國） 15. 寒冰 16. 一生痴戀（國） 17. 美少女戰士（與周慧敏、湯寶如合唱） |
| 16 | 1998年10月     | 初戀                   | 精選      | 寶麗金                                | 曲目 1. 難忘初戀 2. 在你走的一天 3. 別問我是誰（國） 4. 不要慰問 5. 難忘夏季 6. 寒冰 7. 請不必再等 8. 想你親口說愛我 9. 普通女人 10. 不要躲我的眼晴 11. 問你問我 12. 沒有月亮的晚上 13. 著迷 14. 瀟灑女人 15. 男人都這麼樣 16. 髮邊的一句說話                                                                                 |
| 17 | 1999年12月2日  | 打碎心瓶（國語專輯）   | 大碟      | 友善的狗                              | 曲目 1. 就當不曾認識你吧 2. 計較 3. 現在 4. 我愛廚房 5. 大人童話 6. 打碎心瓶 7. 出門進門 8. 互不干涉 9. 月蝕 10. 第二個可能 |
| 18 | 2001年7月21日  | 環球真經典系列         | 精選      | 環球唱片 (香港)                       | 曲目 1. 別問我是誰（國） 2. 問你問我 3. 今生註定（國）（與高明駿合唱） 4. 寒冰 5. 愛一生也不夠 6. 原來如此 7. 普通女人（國） 8. 醉如夢 9. 再沒有愛情 10. 不要慰問 11. 一生痴戀（國） 12. 著迷 13. 情是最美 14. 在你走的一天（Edit Version） 15. 心藍 16. 沒有月亮的晚上                                                       |
| 19 | 2011年7月26日  | 馨情                   | 翻唱大碟  | 新世紀工作室                          | 曲目 1. 溫柔的拒絕 2. 家後（粵） 3. 穿過你的黑髮我的手 4. 諾言 5. 風中的早晨（黎瑞恩合唱） 6. 好男人 7. 你怎麼捨得我難過 8. 擦肩而過 9. 想不盡的你 10. 撕夜 11. 不如這樣 |
| 19 | 2011年12月1日  | 馨情 （K2HD CD限量版） | 翻唱大碟  | 新世紀工作室                          | 曲目 1. 溫柔的拒絕 2. 家後（粵） 3. 穿過你的黑髮我的手 4. 諾言 5. 風中的早晨（黎瑞恩合唱） 6. 好男人 7. 你怎麼捨得我難過 8. 擦肩而過 9. 想不盡的你 10. 撕夜 11. 不如這樣 12. 再生花（粵） 13. 夢裡是誰（粵） 14. 愛債幾時還（粵）                                                                                             |
| 20 | 2014年7月23日  | Truly                  | 翻唱大碟  | LUVLEE Ltd. 新世紀工作室 秘密花園娛樂 | 曲目 1. 愛如潮水（國） 2. 眼淚為你流 3. 單車 4. 衝動（國） 5. 今夜你會不會來 6. 最愛是誰 7. 隨想曲 8. 最喜歡你 9. 愛我別走（國） 10. 微風往事（國） |
| 21 | 2015年8月13日  | 情網                   | 新曲+精選 | 新世紀工作室 環球唱片 (香港)          | 曲目 1. 情網 2. I'm Easy（英） 3. 別問我是誰 4. 一生痴戀 5. 隨想曲（粵） 6. 問你問我（粵） 7. 你怎麼捨得我難過 8. 單車（粵） 9. 風中的早晨（黎瑞恩合唱） 10. 最喜歡你（粵） 11. 今夜你會不會來（粵） 12. 溫柔的拒絕 13. 家後（粵） 14. 好男人 15. 生命有價（粵） DVD 1. 家後 2. 好男人 3. 你怎麼捨得我難過                    |

### 合輯
| # | 發行日期       | 專輯名稱                        | 專輯類型    | 發行公司       | 曲目 |
| - | -------------- | ------------------------------- | ----------- | -------------- | --- |
| 1 | 1993年8月      | 美少女宣言                      | 精選        | 寶麗金         | 曲目 1. 一人有一個夢想 - 黎瑞恩 2. 在你走的一天 - 王馨平 3. 自作多情 - 周慧敏 4. 別在深秋月明時 - 劉小慧 5. First Love - 湯寶如 6. 雨季不再來 - 黎瑞恩 7. 冬日浪漫 - 周慧敏 8. 發誓 - 黎瑞恩 9. 絕對是個夢 - 湯寶如 10. 飄戀 - 唐韋琪 11. 留住這一刻 - 劉小慧 12. 夢中天使 - 唐韋琪 13. 隔世感覺 - 劉小慧 |
| 2 | 1993年8月26日  | 熱力節拍Summer Party            | 新曲＋精選  | 寶麗金         | 曲目 1. 熱力節拍Wou Bom Ba - 草蜢／關淑怡／湯寶如／劉小慧 2. 緣份 - 蔡一傑／鄭嘉穎／王馨平 3. 夏日燒著了Remix - 黎明 4. 自作多情 - 周慧敏 5. First Love - 湯寶如 6. 還是覺得你最好 - 張學友 7. 世界會變得很美 - 草蜢 8. Dela - 關淑怡 9. 急色鬼,愛出位 - 劉小慧 10. 多情 - 黎瑞恩 11. 在你走的一天Remix - 王馨平 12. 迷失的女孩 - 鄭嘉穎 13. 願你今夜別離去 - 黎明 |
| 3 | 1993年12月2日  | 寶麗金精選系列 流行極品 Vol. 6  | 新曲 + 精選 | 寶麗金         | 曲目 1. 一千個願意 － 鄭嘉穎 2. 熱力節拍Wou Bom Ba － 草蜢／關淑怡／劉小慧／湯寶如 3. 夏日傾情 － 黎明 4. 一首獨唱的歌 － 關淑怡 5. 自動自覺 － 周慧敏 6. 多情 － 黎瑞恩 7. 曾在夢中戀愛 － 鄭嘉穎 8. 愛多一次痛多一次 － 譚詠麟 9. 祇想一生跟你走 － 張學友 10. Jealousy － 陳慧嫺 11. 世界會變得很美 － 草蜢 12. 在你走的一天 － 王馨平 13. 我和秋天有個約會 － 湯寶如 |
| 4 | 1994年2月8日   | 鼓舞飛揚                        | 新曲＋精選  | 寶麗金         | 曲目 1. 群星 - 鼓舞飛揚（十分精彩版） 2. 黎明、張學友 - 永不放棄 3. 譚詠麟 - 愛多一次 痛多一次 4. 張學友 - 等你等到我心痛 5. 黎明 - 深秋的黎明 6. 群星 - 鼓舞飛揚（特別精選版） 7. 周慧敏 - 最愛 8. 關淑怡 - 假的戀愛 9. 黎瑞恩 - 愛你這樣傻 10. 草蜢 - 寶貝，對不起 11. 王馨平 - 別問我是誰 12. 陳慧嫻 - Jealousy |
| 5 | 1995年3月8日   | 鼓舞飛揚'95                     | 新曲＋精選  | 寶麗金         | 曲目 1. 鼓舞飛揚'95 - 群星 2. 火舞艷陽 - 黎明 3. 我等到花兒也謝了 - 張學友 4. 你愛我甚麼 - 黎瑞恩 5. 喜愛 - 譚詠麟 6. 今天的愛人是誰 - 陳慧嫻 7. 紅葉落索的時候... - 周慧敏 8. 上帝之手（不幸運抽獎） - 湯寶如 9. 瀟灑女人 - 王馨平 10. 同珍．童真 - CD VOICE 11. 告別戀曲 - 關淑怡 12. 我失戀，你悲傷 - 洪楗華 13. 全因身邊有你 - 鄭嘉穎 14. 嗲 噢！- 草蜢 |
| 6 | 1995年11月15日 | The World Song 為全世界歌唱     | 大碟        | 寶麗金         | 曲目 1. 為全世界歌唱 - 寶麗金群星 2. 月光曲 - 關淑怡/草蜢 3. 星之歌 - 譚詠麟/黎明 4. 愛和承諾 - 張學友/陳慧嫻 5. 為全世界歌唱(Radio Edit) - 群星 6. 出位地帶 - CD Voice/王馨平/湯寶如 7. 愛其實並不遠 - 寶麗金台灣群星 8. 地厚天高 - 陳琪/鄭家麒/吳銘聰 9. 為全世界演奏 |
| 7 | 1997年         | 非一般精選2                     | 精選        | 寶麗金         | 曲目 1. 左右為難（Remix）- 張學友．鄭中基 2. 肝膽相照（Remix）- 譚詠麟/陳百祥 3. 或許…未必…不過 (Free As a Chimpanzee) - 黎明 4. 糾纏（Nashville Mix）- 湯寶如 5. 難忘你這夜心情（Remix）- 陳曉東 6. 感冒（劇場版）- 湯寶如 7. 非一般晚上（Original Mix）- 黎明 8. 怕你看見我悲傷 - 麥子杰 9. 餘生恨更多 - 王佩 10. 今生今世 - 湯寶如 11. 最愛的你 - 王馨平 12. 我願意 - 陳曉東 13. 分分鐘需要你 - 湯寶如 14. 風的季節 - 黎瑞恩 15. 把歌談心 - 關淑怡 16. 月亮代表我的心 - 王馨平 |
| 8 | 2000年         | 《我和殭屍有個約會II》 原聲大碟 | 大碟        | YAMAHA Records | 曲目 1. 永世的緣 2. 假如真的再有個約會 - 蔣嘉瑩 3. 復活 4. 情未了 5. 愛在地球毀滅時 - 李國祥 6. 彊屍魔法 7. 愛與夢 8. 復生與天佑 9. 夢裏是誰 - 王馨平 10. 願永世與共 11. 假如真的再有約會 (劇場版) - 蔣嘉瑩 12. 愛在地球毀滅時 (珍藏版) - 李國祥 |
| 9 | 2019年8月3日   | 娛樂經典60年                    | 大碟        | 星娛樂         | 曲目 1. 強人 - 鄭欣宜 2. 狂潮 - 吳業坤 3. 家變 - 黎瑞恩 4. 萬水千山總是情 - 孫耀威 5. 小李飛刀 - 江紀殷 6. 月兒彎彎 - 阮兆祥 7. 輪流轉 - 石詠莉 8. 從不放棄 - 張智霖 9. 心有千千結 - 王馨平 10. 無花果 - JW王灝兒/吳業坤 |

### VCD專輯
| # | 發行日期   | 專輯名稱 | 發行公司 | 曲目 |
| - | ---------- | -------- | -------- | --- |
| 1 | 1996年10月 | 著迷     | 寶麗金   | 曲目 1. 別問我是誰 2. 愛一生也不夠 3. 原來如此 4. 沒有月亮的晚上 5. 著迷 6. 普通女人 7. 問你問我 8. 瀟灑女人 9. DESIRE 10. 個性 11. 想你親口說愛我 12. 不要慰問 13. 難忘初戀 14. 夢裡緣份 15. 在你走的一天 |

### 單曲
- 1994年：《飛出戀愛街》(鄭嘉穎、湯寶如合唱)（收錄於鄭嘉穎《全因身邊有你》專輯）
- 1994年：《鼓舞飛揚（十分精彩版）》、《鼓舞飛揚（特別精選版）》（寶麗金群星合唱）（收錄於《鼓舞飛揚》合輯）
- 1995年：《鼓舞飛揚'95》(寶麗金群星合唱)（收錄於《鼓舞飛揚'95》合輯）
- 1995年：《為全世界歌唱》(寶麗金群星合唱)（收錄於《The World Song 為全世界歌唱》合輯）
- 1995年：《出位地帶》(湯寶如、CD Voice合唱)（收錄於《The World Song 為全世界歌唱》合輯）
- 1998年：《夢裡是誰》（收錄於2000年《我和殭屍有個約會II原聲大碟》）
- 2023年：《情書》、《但願人長久》、《甜蜜蜜》（收錄於《LOVE JAZZ》合輯）

### 未出版歌曲
- 2013年：《平凡》
- 2015年：《補償》
- 2016年：《貝殼》、《青春不散》（崔恕合唱）
- 2017年：《時差》（何乾樑合唱）
- 2021年：《無奈那天》（音樂永續作品，翻唱王菲歌曲）、《怪你過分美麗》（音樂永續作品，翻唱張國榮歌曲）
- 2023年：《威嚴背後》

### 動畫歌曲
- 1994年：《美少女戰士》（TVB動畫《美少女戰士》粵語主題曲）（周慧敏及湯寶如合唱）

### 演唱會
- 2023年9月23日：王馨平女人馨情演唱會（旺角麥花臣場館）

## 派台歌曲成績
| 派台歌曲成績（四台） | 派台歌曲成績（四台） | 派台歌曲成績（四台） | 派台歌曲成績（四台） | 派台歌曲成績（四台） | 派台歌曲成績（四台） | 派台歌曲成績（四台）                                  | 派台歌曲成績（四台）                                  |      |
| -------------------- | -------------------- | -------------------- | -------------------- | -------------------- | -------------------- | ----------------------------------------------------- | ----------------------------------------------------- | ---- |
| 唱片                 | 歌曲                 | 903                  | RTHK                 | 997                  | TVB                  | 備註                                                  | 備註                                                  |      |
| 1993年               |                      |                      |                      |                      |                      |                                                       |                                                       |      |
| 王馨平               | 在你走的一天         | 5                    | 3                    |                      | /                    | OT：Karl Keaton ~ I Remember                          | OT：Karl Keaton ~ I Remember                          |      |
| 王馨平               | 難忘初戀             | 26                   | -                    |                      | /                    |                                                       |                                                       |      |
| 王馨平               | 夢裡緣份             | -                    | -                    |                      | /                    |                                                       |                                                       |      |
| 別問我是誰           | 別問我是誰           | 17                   | 15                   |                      | /                    |                                                       |                                                       |      |
| 愛一生也不夠         | 不要慰問             | 22                   | /                    |                      | /                    |                                                       |                                                       |      |
| 1994年               |                      |                      |                      |                      |                      |                                                       |                                                       |      |
| 愛一生也不夠         | 寒冰                 | 14                   | -                    | /                    | /                    |                                                       |                                                       |      |
| 話說從頭             | 今生註定             | -                    | -                    | /                    | /                    | 與高明駿合唱                                          | 與高明駿合唱                                          |      |
| 全因身邊有你         | 飛出戀愛街           | 18                   | 13                   | /                    | /                    | 與鄭嘉穎、湯寶如合唱                                  | 與鄭嘉穎、湯寶如合唱                                  |      |
| 愛一生也不夠         | 愛一生也不夠         | 16                   | -                    | /                    | /                    |                                                       |                                                       |      |
| 愛一生也不夠         | 地心探險記           | 30                   | -                    | /                    | /                    |                                                       |                                                       |      |
| 理想情人             | 舞林大會             | 9                    | 5                    | /                    | /                    |                                                       |                                                       |      |
| 理想情人             | 想你親口說愛我       | 28                   | -                    | /                    | /                    |                                                       |                                                       |      |
| 一生癡戀             | 一生癡戀             | -                    | -                    | /                    | /                    |                                                       |                                                       |      |
| 給世界多一個微笑     | 美少女戰士           | -                    | -                    | -                    | -                    | 與周慧敏、湯寶如合唱 日本動畫《美少女戰士》港版主題曲 | 與周慧敏、湯寶如合唱 日本動畫《美少女戰士》港版主題曲 |      |
| 飛                   | 瀟灑女人             | 28                   | 18                   | /                    | /                    |                                                       |                                                       |      |
| 飛                   | 勝利的姿態           | -                    | -                    | /                    | /                    | 電影《青春火花》主題曲                                | 電影《青春火花》主題曲                                |      |
| 飛                   | 不要躲避我的眼睛     | -                    | -                    | /                    | /                    | 電影《中南海保鑣》粵語版主題曲                        | 電影《中南海保鑣》粵語版主題曲                        |      |
| 飛                   | 飛                   | -                    | -                    | /                    | /                    |                                                       |                                                       |      |
| 1995年               |                      |                      |                      |                      |                      |                                                       |                                                       |      |
| 願望                 | 問你問我             | 2                    | 2                    | /                    | /                    |                                                       |                                                       |      |
| 願望                 | Desire               | 3                    | /                    | /                    | /                    |                                                       |                                                       |      |
| 願望                 | 夢遊戲               | 26                   | -                    | /                    | /                    |                                                       |                                                       |      |
| 織心                 | 月亮代表我的心       | -                    | -                    | /                    | /                    | 翻唱陳芬蘭歌曲                                        | 翻唱陳芬蘭歌曲                                        |      |
| 織心                 | 普通女人（國）       | -                    | -                    | /                    | /                    |                                                       |                                                       |      |
| 馨平個性             | 普通女人（粵）       | 10                   | 2                    | /                    | 1                    |                                                       |                                                       |      |
| 馨平個性             | 沒有月亮的晚上       | -                    | 13                   | /                    | /                    |                                                       |                                                       |      |
| 馨平個性             | 個性                 | -                    | -                    | /                    | /                    |                                                       |                                                       |      |
| 1996年               |                      |                      |                      |                      |                      |                                                       |                                                       |      |
| 着迷                 | 着迷                 | /                    | 2                    | /                    | /                    |                                                       |                                                       |      |
| 着迷                 | 原來如此             | /                    | 3                    | /                    | 3                    |                                                       |                                                       |      |
| 着迷                 | 心藍                 | /                    | -                    | /                    | /                    |                                                       |                                                       |      |
| 受害者               | 受害者               | /                    | -                    | /                    | /                    |                                                       |                                                       |      |
| 受害者               | 網                   | /                    | -                    | /                    | /                    |                                                       |                                                       |      |
| 馨平氣和             | 心平氣和             | /                    | -                    | /                    | /                    |                                                       |                                                       |      |
| 1997年               |                      |                      |                      |                      |                      |                                                       |                                                       |      |
| Time After Time      | 男人都這麼樣         | /                    | -                    | /                    | /                    |                                                       |                                                       |      |
| Time After Time      | 髮邊的一句說話       | /                    | -                    | /                    | /                    |                                                       |                                                       |      |
| Time After Time      | 全靠我               | /                    | -                    | /                    | /                    |                                                       |                                                       |      |
| 2000年               |                      |                      |                      |                      |                      |                                                       |                                                       |      |
| 打碎心瓶             | 就當不曾認識你吧     | -                    | -                    | -                    | -                    |                                                       |                                                       |      |
| 2011年               |                      |                      |                      |                      |                      |                                                       |                                                       |      |
| 馨情                 | 家後                 | -                    | -                    | -                    | -                    |                                                       |                                                       |      |
| 馨情                 | 好男人               | -                    | -                    | -                    | -                    |                                                       |                                                       |      |
| 2013年               |                      |                      |                      |                      |                      |                                                       |                                                       |      |
|                      | 平凡                 | -                    | -                    | -                    | -                    |                                                       |                                                       |      |
| 寶記正傳             | 寶記正傳 Part I      | 19                   | -                    | -                    | -                    | 群星合唱                                              | 群星合唱                                              |      |
| 2014年               |                      |                      |                      |                      |                      |                                                       |                                                       |      |
| Truly                | 今夜你會不會來       | -                    | -                    | -                    | -                    | 翻唱黎明歌曲                                          | 翻唱黎明歌曲                                          |      |
| 2015年               |                      |                      |                      |                      |                      |                                                       |                                                       |      |
|                      | 補償                 | -                    | -                    | -                    | -                    |                                                       |                                                       |      |
| 2017年               |                      |                      |                      |                      |                      |                                                       |                                                       |      |
|                      | 時差                 | -                    | -                    | -                    | -                    | 與何乾樑合唱 澳門電台「華語歌曲排行榜」：2            | 與何乾樑合唱 澳門電台「華語歌曲排行榜」：2            |      |
| 2019年               |                      |                      |                      |                      |                      |                                                       |                                                       |      |
| 娛樂經典60年         | 心有千千結           | -                    | -                    | -                    | -                    | 翻唱鍾玲玲與石修歌曲                                  | 翻唱鍾玲玲與石修歌曲                                  |      |
| 派台歌曲成績（五台） |                      |                      |                      |                      |                      |                                                       |                                                       |      |
| 唱片                 | 歌曲                 | 903                  | RTHK                 | 997                  | TVB                  | ViuTV                                                 | 備註                                                  | 備註 |
| 2023年               |                      |                      |                      |                      |                      |                                                       |                                                       |      |
|                      | 威嚴背後             | -                    | -                    | -                    | 11                   | -                                                     |                                                       |      |

| 各台冠軍歌總數 | 各台冠軍歌總數 | 各台冠軍歌總數 | 各台冠軍歌總數 | 各台冠軍歌總數 | 各台冠軍歌總數    | 各台冠軍歌總數    |
| -------------- | -------------- | -------------- | -------------- | -------------- | ----------------- | ----------------- |
| 四台a          | 903            | RTHK           | 997            | TVB            | 備註              | 備註              |
| 四台a          | 0              | 0              | 0              | 1              | 四台冠軍歌總數: 0 | 四台冠軍歌總數: 0 |
| 五台b          | 903            | RTHK           | 997            | TVB            | ViuTV             | 備註              |
| 五台b          | 0              | 0              | 0              | 0              | 0                 | 五台冠軍歌總數：0 |

- （*）仍在榜上
- （-）未能上榜
- （/）表示沒有相關資料
- （×）表示沒有派往該台
- ^  注解a：包括2023年後的冠軍歌曲
- ^  注解b：2023年起

## 演出作品

### 電影
| 年份   | 片名                                            | 角色 |
| 1993年 | 《廣東五虎之鐵拳無敵孫中山》                    |      |
| 1994年 | 《夢差人》（台譯：夢幻警探）                    |      |
| 1995年 | 《香江花月夜》                                  |      |
| 1995年 | 《熱線追擊》（台譯：震撼性醜聞）                |      |
| 1995年 | 《正牌香蕉俱樂部》                              |      |
| 1996年 | 《四個32A和一個香蕉少年》（台譯：小蜜桃大騷包） | 高妹 |
| 1997年 | 《囍氣逼人》                                    | 美娟 |
| 2000年 | 《砵蘭街皇后》（台譯：哭泣的天空）              |      |
| 2000年 | 《月夜閃靈》                                    |      |
| 2001年 | 《情迷夢幻號》                                  |      |
| 2012年 | 《春嬌與志明》                                  |      |
| 2012年 | 《起勢搖滾》                                    |      |
| 2013年 | 《控制》                                        |      |

### 配音
| 年份   | 片名             | 角色 |
| 1997年 | 《小倩》（國語） | 小蘭 |

### 電視劇
| 年份   | 電視台   | 劇名                                 | 角色   |
| 1996年 | 香港電台 | 《香江歲月》                         |        |
| 1998年 | 亞洲電視 | 《我來自廣州》                       |        |
| 2001年 | CCTV     | 《都是愛情惹的禍》                   |        |
| 2012年 | 香港電台 | 《火速救兵II》                       | June   |
| 2015年 | 香港電台 | 《獅子山下2015》（第一集：一場飯局） | Elaine |

### 嘉賓
- 2012年9月19日：SS小燕之夜（女孩! 妳知道妳的禮儀價值千萬嗎!?!!）
- 2015年：今晚睇李
- 2017年6月14日、8月24日（錄影）：流行經典50年
- 2023年：星光熠熠耀保良
- 2023年：福佑香江 同心邁向2024[6]

## 主持作品

### 節目主持
| 年份   | 電視台 | 節目             |
| 2002年 | TVB8   | 《星光剪影》     |
| 2004年 | TVB8   | 《談談情唱唱歌》 |
| 2004年 | TVB8   | 《娛樂最前線》   |

## 獎項
| 年份   | 頒獎典禮                       | 獎項                                                                           | 結果 |
| 1993年 | 商業電台叱咤樂壇流行榜頒獎典禮 | 叱咤樂壇新力軍女歌手金獎上榜歌曲：在你走的一天、難忘初戀、別問我是誰、不要慰問 | 獲獎 |
| 1993年 | 香港電台十大中文金曲頒獎典禮   | 最有前途新人獎金獎                                                             | 獲獎 |
| 1993年 | 無視電視十大勁歌金曲頒獎典禮   | 最受歡迎新人獎銀獎                                                             | 獲獎 |
| 1993年 |                                | 台灣大成報最有前途新人                                                         | 獲獎 |
| 1994年 | 福建電台                       | 十大流行曲《一生痴戀》                                                         | 獲獎 |
| 1995年 | 無視電視兒歌金曲頒獎典禮       | 十大兒歌金曲獎《美少女戰士》與周慧敏、湯寶如合唱                               | 獲獎 |
| 1995年 | 無視電視兒歌金曲頒獎典禮       | 十大兒歌金曲獎《生命有價》                                                     | 獲獎 |
| 1999年 |                                | 中國大陸七省市MTV總冠軍「馨平氣和」                                            | 獲獎 |
| 1999年 | 中國廣州十大金曲               | 《愛不了忘不了》（電視劇《雪花神劍》主題曲）                                   | 獲獎 |
| 1999年 | 大眾電視金鷹獎                 | 世紀回眸港台最佳藝人獎                                                         | 獲獎 |
| 2012年 | 2012年度YAHOO!搜尋人氣大獎     | 網上熱爆電影歌曲《別問我是誰》                                                 | 獲獎 |

## 外部連結
- 王馨平的Instagram帳戶
- 王馨平的新浪微博
- 王馨平的馨聞台 （页面存档备份，存于）
- 重新做人　王馨平中外,国内,港台娱乐星闻追击
- 王馨平在互联网电影资料库（IMDb）上的資料（英文）
- 王馨平在香港影庫上的簡介
- 王馨平在豆瓣上的资料（简体中文）
- 王馨平在时光网上的簡介（简体中文）
- 中文電影資料庫─ 王馨平 （页面存档备份，存于）
- 華文影史庫上王馨平簡介 （页面存档备份，存于）